# INEFC
INEFC – planowana stacja metra w Barcelonie, na linii 2, w Barcelonie.